# رحلة خير الدين بن زرد العجيبة
رحلة خير الدين بن زرد العجيبة رواية للروائي الفلسطيني إبراهيم زعرور. صدرت الرواية لأوّل مرة عام 2011 عن دار فضاءات للنشر والتوزيع في عمَّان. ودخلت في القائمة الطويلة للجائزة العالمية للرواية العربية لعام 2012، المعروفة باسم «جائزة بوكر العربية».

## حول الرواية
يروي الكاتب الفلسطيني «إبراهيم زعرور» في هذه الرواية حكاية سائق شاحنة خضار مأجور، والذي يرث خمسة وعشرين مليون دولار ولا يصدق أنه سيصبح ثريًا موقظة في داخله الخوف إلى جانب الشعور بالأنا والإحساس بالأهمية شخصًا وشخصية. يعترف به الأقرباء الأثرياء في العائلة بعد أن كانوا يتجاهلونه منذ أمد بعيد، بيد أن مفاجأة تنتظره حين يقصد الدائرة الرسمية ليحصل على التركة.